# 김유후
김유후(1941년 ~)는 제20대 서울고등검찰청 검사장을 역임한 법조인이다.

## 생애
1941년 서울시에서 태어나 경기고등학교와 서울대학교 법학과를 졸업하고 제15회 고등고시 사법과에서 합격하였다.  1964년 서울지방검찰청 검사에 임용된 김유후는 재직 기간 중에 사업하는 동창생들을 만나지 않는 등 자기 관리에 철저해 '공무원의 사표'라는 칭찬을 들었다.
법무부 검찰국 검찰4과장으로 있으면서  1977년 10월 15일 내한하는 벤저민 시빌레티 미국 법무성 차관보와 포올 미첼 한국로비활동 담당 검사를 상대로 박동선 사건을 협의하는 한국 측 대표로 결정되었다.
서울지방검찰청 3차장검사로 있으면서 저질연탄 폭리 사건을 파헤쳤으며 법무부 검찰국장을 거쳐 임명된 부산지방검찰청 검사장으로 있으면서 동의대 사태를 "무리없이 처리했다"는 평가를 받았는데 계급 정년 3개월을 앞두고 서울고등검찰청 검사장으로 승진하였다.
박태준 포철 전 회장 변호인을 맡았던 김유후는 비자금 사건에 연루된 노태우 전 대통령의 변호인으로도 선임되어 비자금 소명서를 작성하여 검찰에 제출하면서 법률 자문을 하느라 곤란을 겪는 것을 보고 TK와의 악연이 거론되었다.

## 가족 관계
부인 김용래와 사이에 아들 2명이 있는 김유후는 이회창의 사위인 서울지방검찰청 검사를 지낸 최명석 김앤장 변호사의 이모부다. 손윗동서 최기선의 아들이 최명석 변호사다. 
김유후의 부친은 김형근 (1915년)이며  김형근 (1915년)의 둘째형 김광근(金光根: 1903-1947)도 일제 고등문관시험 사법과에 합격하여 판사를 지내다 해방 후 변호사로 활동했다. 김광근·김형근 두 형제는 친일인명사전에 나란히 올라 있다. 그 부친 김윤면(金潤冕: 1876-1947.02.02.)은 일제 때 종로 1가에서 무명을 파는 백목전(白木廛)으로 돈을 번 거상(巨商)으로, 1920년 당시 개인 기업으로는 세 번째 고액납세자였다.

## 경력
- 1964년 서울지방검찰청 검사
- 1966년 군법무관
- 1972년 서울지방검찰청 검사
- 1975년 광주고등검찰청 검사
- 1977년 법무부 검찰국 검찰4과장 (서울고등검찰청 검사 겸임)
- 1979년 대검찰청 특수부 3과장 겸 서울지방검찰청 부장검사
- 1980년 청와대 정부비서관
- 1980년 서울지방검찰청 3차장검사
- 1981년 부산지방검찰청 2차장검사
- 1982년 부산지방검찰청 1차장검사
- 1983년 법무부 기획관리실장 겸 대검찰청 검사
- 1985년 법무부 법무실장
- 1987년 법무부 검찰국장
- 1989년 3월 29일 ~ 1991년 4월 17일 제31대 부산지방검찰청 검사장
- 1991년 4월 18일 ~ 1992년 1월 31일 광주고등검찰청 검사장
- 1992년 2월 6일 ~ 1993년 2월 24일 대통령비서실 사정수석비서관 (차관급)
- 1993년 2월 24일 ~ 1993년 9월 14일 제20대 서울고등검찰청 검사장
- 김유후법률사무소 변호사
- 2018년 7월 28일 ~ 2026년 7월 27일 학교법인 홍익학원 이사
- 재단법인 보통사람들의시대 노태우센터 감사